# Movimiento constante
Movimiento Constante es el tercer álbum del cantautor peruano Jorge Pardo, disco que se encuentra en el género pop/rock, fue grabado entre los meses de mayo y diciembre del 2005 junto a Francisco Murias bajo el sello de FMO Music Studio en Lima,Perú. Fue grabado en simultáneo, es decir, en un mismo día podían avanzar con la grabación de varias canciones, dándole sentido a su nombre. Fue presentado oficialmente en el 2006.
El álbum contiene el tema «Mi alma entre tus manos», canción que lo llevó a ganar el XLVI Festival Internacional de la Canción de Viña del Mar en el año 2005, en la competencia internacional en las categorías Mejor canción y Mejor intérprete, llevándose las 2 gaviotas de plata.
Y el tema  «Un día no vuelve a empezar» que fue nominado en la 7º edición de los Premios Grammy Latinos en el 2006 en la categoría, Mejor canción Rock, compitiendo en la misma categoría con Gustavo Cerati y Alejandra Guzmán.

## Lista de canciones
Contiene 12 temas, en el cual resaltan los temas «Pasatiempo infinito» con una versión extendida, «Fascinación», «Un día no vuelve a empezar» y «Mi alma entre tus manos» grabada en dos versiones.

### Disco
| N.º   | Título                                                                                                 | Letras                      | Música                         | Duración |  |
| 1.    | «Pasatiempo infinito»                                                                                  | Jorge Pardo                 | Jorge Pardo                    | 4:22     |  |
| 2.    | «Un día no vuelve a empezar»                                                                           | Jorge Pardo / Jorge Sabogal | Jorge Pardo                    | 3:50     |  |
| 3.    | «Fascinación»                                                                                          | Jorge Sabogal               | Gonzalo Polar                  | 3:45     |  |
| 4.    | «Mi antena a tu alma»                                                                                  | Jorge Pardo / Jorge Sabogal | Jorge Pardo                    | 4:47     |  |
| 5.    | «Tan parecido al placer»                                                                               | Jorge Pardo / Jorge Sabogal | Jorge Pardo                    | 3:09     |  |
| 6.    | «Mi alma entre tus manos» (versión pop)                                                                | Jessyca Sarango             | Jorge Pardo / Andrés Landavere | 4:59     |  |
| 7.    | «Lluvia y luz»                                                                                         | Jorge Pardo                 | Jorge Pardo                    | 4:42     |  |
| 8.    | «Déjame soñar»                                                                                         | Jorge Pardo                 | Jorge Pardo                    | 4:42     |  |
| 9.    | «Volar»                                                                                                | Jorge Pardo                 | Jorge Pardo                    | 4:11     |  |
| 10.   | «Movimiento Constante»                                                                                 | Jorge Pardo                 | Jorge Pardo                    | 2:43     |  |
| 11.   | «Mi alma entre tus manos» (versión ganadora XLVI Festival Internacional de la Canción de Viña del Mar) | Jessyca Sarango             | Jorge Pardo / Andrés Landavere | 4:41     |  |
| 12.   | «Pasatiempo infinito» (Bonus track versión extendida)                                                  | Jorge Pardo                 | Jorge Pardo                    | 5:14     |  |
| 50:31 | |                             |                                |          |  |

## Créditos
- Jorge Pardo – Voz principal

Producido, dirigido y realizado por Jorge Pardo y Francisco Murias.

Grabado en FMO Music Studio - Lima, Perú
- Jorge Pardo y Francisco Murias – productor discográfico
- Jorge Pardo y Francisco Murias – Arreglos
- Francisco Murias – Ingeniero de grabación, mezcla y edición digital
- Jorge Pardo y Francisco Murias – Secuencia y programación
- Rafael de la Lama y Francisco Murias – Masterizado
- Jorge Pardo y Rocío Espinar – Dirección de Arte Gráfico
- Javier Murias (Vixual) – Diseño Gráfico
- Chayo Saldarriaga - Fotografía
- Rocío Espinar - Make-Up
- Pepa García Mariscal (España) - Estilísta de imagen

Bonus Track

«Mi alma entre tus manos», versión Viña del Mar, producida y arreglada por Andrés Landavere en Ziland Estudio. Letra Jessyca Sarango. Música Jorge Pardo y Andrés Landavere.